# Джет (Оклахома)
Джет (англ. Jet) — город в округе Алфалфа в штате Оклахома в Соединённых Штатах Америки.
По данным переписи населения США 2020 года, число жителей города составляло 197 человек.

## История
Сообщество было основано шестью неженатыми братьями Джетт по именам Джозеф, Тригг, Ньют, Уорнер, Джон и Ричард, которые основали здесь усадьбы вскоре после открытия земли для поселения; откуда и название. Братья возвели здания и открыли универсальный магазин. Почтовое отделение Джет было основано в 1894 году, когда его переместили из близлежащего Баррел-Спрингс, который находился примерно в 1,5 милях к северо-востоку. Уорнер Джетт стал первым почтмейстером. Сообщество выросло в небольшой городок и в 1900 году Джет получил официальный статус.

## География
Город Джет расположен на юго-востоке округа Альфалфа и находится в 12 милях (19 км) к востоку-юго-востоку от административного центра округа Чероки.
По данным Бюро переписи населения США, общая площадь города составляет 0,3 квадратных мили (0,78 км2), всё это суша.